# Asienspiele 2022/Gewichtheben
Bei den Asienspielen 2022 wurden vom 30. September bis 7. Oktober 2023 insgesamt 14 Wettbewerbe im Gewichtheben ausgetragen, davon je sieben bei den Männern und bei den Frauen. Austragungsort war das Xiaoshan Sports Center Gymnasium.

## Bilanz

### Medaillenspiegel
| Platz  | Land              | Gold | Silber | Bronze | Gesamt |
| ------ | ----------------- | ---- | ------ | ------ | ------ |
| 1      | Nordkorea         | 6    | 5      | 2      | 13     |
| 2      | China             | 5    | 3      | 1      | 9      |
| 3      | Südkorea          | 1    | 2      | 3      | 6      |
| 4      | Bahrain           | 1    | —      | —      | 1      |
| 4      | Indonesien        | 1    | —      | —      | 1      |
| 6      | Usbekistan        | —    | 2      | 2      | 4      |
| 7      | Thailand          | —    | 1      | 3      | 4      |
| 8      | Iran              | —    | 1      | —      | 1      |
| 9      | Chinesisch Taipeh | —    | —      | 1      | 1      |
| 9      | Kasachstan        | —    | —      | 1      | 1      |
| 9      | Philippinen       | —    | —      | 1      | 1      |
| Gesamt | Gesamt            | 14   | 14     | 14     | 42     |

### Medaillengewinner
Männer
| Disziplin   | Gold                  | Silber                     | Bronze              |
| ----------- | --------------------- | -------------------------- | ------------------- |
| Bis 61 kg   | Li Fabin              | Pak Myong-jin              | Kim Chung-guk       |
| Bis 67 kg   | Chen Lijun            | Ri Won-ju                  | Lee Sang-yeon       |
| Bis 73 kg   | Rahmat Erwin Abdullah | Weeraphon Wichuma          | Oh Kum-thaek        |
| Bis 81 kg   | Ri Chong-song         | Mukhammadkodir Toshtemirov | Alexander Uwarow    |
| Bis 96 kg   | Tian Tao              | Ro Kwang-ryol              | Sarat Sumpradit     |
| Bis 109 kg  | Liu Huanhua           | Akbar Joʻrayev             | Ruslan Nurudinov    |
| Über 109 kg | Gor Minasjan          | Ali Davoudi                | Rustam Dzhangabayev |

Frauen
| Disziplin  | Gold            | Silber        | Bronze                |
| ---------- | --------------- | ------------- | --------------------- |
| Bis 49 kg  | Ri Song-gum     | Jiang Huihua  | Thanyathon Sukcharoen |
| Bis 55 kg  | Kang Hyon-gyong | Ri Su-yon     | Hou Zhihui            |
| Bis 59 kg  | Kim Il-gyong    | Luo Shifang   | Kuo Hsing-chun        |
| Bis 64 kg  | Rim Un-sim      | Pei Xinyi     | Elreen Ando           |
| Bis 76 kg  | Song Kuk-hyang  | Jong Chun-hui | Kim Su-hyeon          |
| Bis 87 kg  | Liang Xiaomei   | Yun Ha-je     | Jung A-ram            |
| Über 87 kg | Park Hye-jeong  | Son Young-hee | Duangaksorn Chaidee   |